# Green River (Getränk)

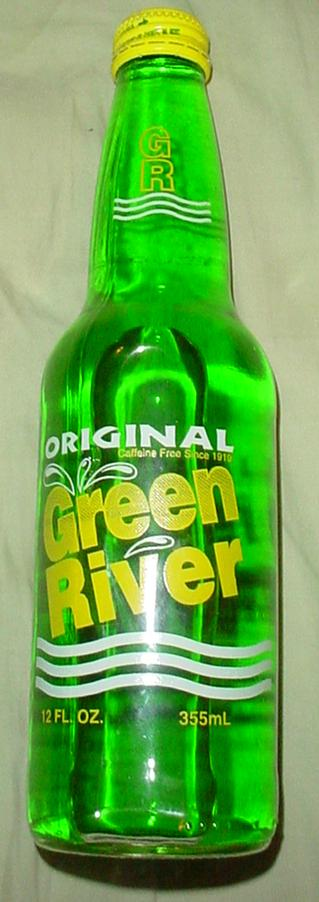
Green River

Green River ist ein hellgrünes, alkoholfreies Getränk mit Limetten-Geschmack, das seinen Ursprung in Chicago hat.

## Geschichte
Das von der Schoenhofen Brewery produzierte Getränk erschien 1919 als ein nicht alkoholisches Getränk während der Prohibition. Es war ein sehr beliebter Soft Drink, bis 1933 die Prohibition endete und es wieder an Bedeutung verlor. Seit der Schließung der Schoenhofen Brewery im Jahr 1950 wird das Getränk von der Clover Club Bottling Corp. hergestellt.

## Trivia
Das gleichnamige Lied von Creedence Clearwater Revival ist vom Namen des Getränkes inspiriert.